# Miège
Miège (toponimo francese; in tedesco Miesen, desueto) è stato un comune svizzero di 1 354 abitanti del Canton Vallese, nel distretto di Sierre. Dal 1 gennaio 2021 fa parte del comune di Noble-Contrée.

## Storia
Il comune di Miège è stato istituito nel 1839 per scorporo da quello di Sierre.

## Monumenti e luoghi d'interesse
- Chiesa parrocchiale cattolica di Santa Barbara, attestata dal 1626 e ricostruita nel 1877-1881[1].

## Società

### Evoluzione demografica
L'evoluzione demografica è riportata nella seguente tabella:
Abitanti censiti

## Amministrazione
Ogni famiglia originaria del luogo fa parte del cosiddetto comune patriziale e ha la responsabilità della manutenzione di ogni bene ricadente all'interno dei confini del comune.